# Święty Andrzej (obraz El Greca)
Apostoł Andrzej – obraz hiszpańskiego malarza pochodzenia greckiego Dominikosa Theotokopulosa, znanego jako El Greco.
Portret świętego Andrzeja należał do cyklu zwanego Apostolados. El Greco kilkakrotnie podjął się namalowania cyklu dwunastu portretów świętych i portretu Zbawiciela. Do dziś zachowały się w komplecie jedynie dwa zespoły; jeden znajduje się w zakrystii katedry w Toledo a drugi w Museo del Greco.

## Historia
Seria Apostolados z Museo del Greco składała się w trzynastu wizerunków apostołów i Chrystusa, z wyjątkiem św. Mateusza (jego miejsce zajmuje św. Paweł). Sześciu z nich ma zwrócone głowy w prawo, kolejnych sześciu w lewo, w centrum znajdował się wizerunek Chrystusa Zbawiciela. Pochodzenie całej serii i historia ich pozyskania przez muzeum nie jest do końca jasna. Do niedawna sądzono, że pochodziły ze Szpitala Santiago de Toledo, do którego trafiły w roku 1848, po konfiskacie dóbr kościelnych. Stamtąd zostały przeniesione do kościoła w klasztorze św. Piotra z Werony (San Pedro Martir), a następnie do Regionalnego Muzeum założonego w klasztorze San Juan de los Reyes. W ostatnim czasie odkryto dokumentację, na podstawie której stwierdzono, że płótna nie należały do Szpitala Santiago de Toledo, ale do Przytułku dla biednych pw. św. Sebastiana (Asilo de Pobres de San Sebastián) założonego w 1834 roku. Obrazy zostały ofiarowane przytułkowi przez Marceliana Manuela Rodrigueza, proboszcza mozarabskiego kościoła św. Łukasza. W 1909 roku obrazy przeniesiono do utworzonego z inicjatywy markiza de la Vega Inclán muzeum i od tamtej pory należą do jego stałej kolekcji.

## Opis obrazu
Postać św. Andrzeja jest związana z Bizancjum, a w tradycji grecko-chrześcijańskiej znany jest jako Protocleitos. El Greco, wychowany na Krecie, ukazał apostoła w 3/4 postaci, jako mądrego starca, pełnego godności, o oczach przepełnionych mądrością i głębią być może przypominającego jego pierwszego nauczyciela-mistrza. Andrzej odziany jest w płaszcz, na którym widać harmonicznie dobrane tony niebiesko-zielone i żółte. Refleksy światła widoczne są również na włosach i brodzie. Zgodnie z ikonografią chrześcijańską Andrzej przedstawiany był z krzyżem, na którym zmarł śmiercią męczeńską.
El Greco, przeciwnie jak to zrobił w innych wersjach, ukazał ciężki krzyż tworzący przekątną obrazu z poprzeczną belką u dołu. Apostoł z wersji z Museo del Greco spogląda w dół w kierunku widza. W każdej innej wersji, w tym bliźniaczej z Katedry w Toledo, wzrok ma zwrócony przed siebie.

## Inna wersja
- Święty Andrzej – (1605-1610)[2], 100 × 76, Katedra w Toledo